# 입파도
입파도(立波島)는 경기도 화성시 우정읍 국화리에 속하는 섬이다. 국화도의 국화항에서 약 5 km 북쪽에 있다. 이 섬의 입파항에서 화성시 육지의 궁평항을 오가는 배가 다니는데, 궁평항과의 거리는 12 km이다.

## 지리
섬의 모양은 남북 방향으로 되어 있다. 북쪽의 봉우리는 높이가 100m 이상이며, 이는 남쪽으로 향할수록 낮아진다. 해안을 따라서 해변이 좁게 발달해 있고, 특히 남쪽 해안에는 해식애가 있다. 섬은 대체로 호상편마암으로 구성되어 있다.
2008년의 조사에서는 총 95종류의 식물이 발견되었다. 소나무 군락과 곰솔 군락이 있으며, 그 밖은 모두 혼효림(混淆林)이다. 무척추동물은 대수리, 굴, 고랑따개비, 무늬발게가 우점종이다. 이 외에 해조류는 1종만이 발견되었다.